# Škofija Trois Rivières
Škofija Trois Rivières je rimskokatoliška škofija s sedežem v Trois Rivièresu (Kanada).

## Geografija
Škofija zajame področje 27.128 km² s 250.715 prebivalci, od katerih je 247.999 rimokatoličanov (98,9 % vsega prebivalstva).
Škofija se nadalje deli na 66 župnij.

## Škofje
- Thomas Cooke (8. junij 1852-30. april 1870)
- Louis-François Richer dit Laflèche (30. april 1870-14. julij 1898)
- François-Xavier Cloutier (8. maj 1899-18. september 1934)
- Alfred-Odilon Comtois (24. december 1934-26. avgust 1945)
- Maurice Roy (22. februar 1946-2. junij 1947)
- Georges Léon Pelletier (26. julij 1947-31. oktober 1975)
- Laurent Noël (8. november 1975-21. november 1996)
- Martin Veillettes (21. november 1996-danes)